# 佐伯弘治
佐伯 弘治（さえき こうじ、1928年 - 2016年2月3日 ）は、日本の法学者、柔道家。専攻は民法、法社会学。前学校法人国士舘理事長。学校法人日通学園学園長。流通経済大学名誉学長。学生柔道の振興にも寄与した。

## 来歴
富山県富山市生まれ。
富山県立富山商業学校,国士舘専門学校を経て、1951年、法政大学法学部卒。
1953年、法政大学大学院（旧制）修了。指導教授は薬師寺志光。
大学院修了後、法政大学短期大学部商経科講師（法政大学柔道部監督と兼任）を経て、1965年流通経済大学経済学部助教授、1969年教授。
1974年、流通経済大学学長に就任。2001年3月まで、9期27年務める。
2005年からは学校法人国士館の理事長を務めた。
2016年2月3日、88歳にて逝去。

## 功績など
第二次世界大戦終了後の一時期、柔道・剣道等の武道は、GHQにより、戦前の日本の軍国主義台頭を招いた一因と見做された。これにより、武道自体の禁止,武道に関する団体の解散命令が出され、戦前より活動していた各大学の柔道部も解散を余儀なくされる。後に、GHQより「スポーツとしての武道」と言う新方針が打ち出され、日本政府もこの方針による武道の解禁,武道に関する団体の活動を容認する事となる。これを受けて、法政大学でも柔道部を復活させる事となり、法学部在学中はその中心的役割を果たす。学部卒業後は大学院に進学し、民法を研究。大学院修了後、母校で講師として教壇に立ちつつ、法政大学の柔道部監督を務め、戦後の早い時期から学生柔道界の発展を牽引した。また、全日本学生柔道連盟理事長、全日本柔道連盟でも常任理事等の要職を務め、世界学生柔道選手権大会の日本選手団長も歴任した。中国・台湾との柔道を通じた国際交流に熱心に取り組み、中華人民共和国の国際柔道連盟加盟にも尽力した。2020年、その功績を称えるため、流通経済大学龍ケ崎キャンパス内に、武道場、「佐伯記念武道館」が建設されている。

## 著書（学術書）
単著
- 『私法学序説』（法政大学出版局）
- 『家族法の諸問題』（犀書房）
- 『法の一般理論』（政文堂）

共著
- 『法学』（政文堂）
- 『現代中国物流研究』（流通経済大学出版会）ISBN 7504714380

## 著書（学術書以外）
- 『明日を担うために』（桐原書店）
- 『いま歴史の岐路に立って』（桐原書店）ISBN 434265430X
- 『運命との邂逅』（流通経済大学出版会）ISBN 4947553278

## 雑誌連載（過去のもの）
- 『月刊武道』（財団法人日本武道館刊）
- 『実業之富山』（（株）実業之富山社刊）

など

## 主な役職
- 学校法人国士舘理事長（2005年4月 - 2009年3月）
- 学校法人日通学園学園長（2001年4月～）
- 社団法人日中友好協会名誉副会長
- 社団法人日本私立大学連盟理事
- 学校法人国際武道大学理事[5]
- 財団法人日本柔道育英学会（講道学舎）評議員
- 財団法人私立大学退職金財団監事
- 財団法人私学研修福祉会理事
- 水戸地方裁判所 民事調停委員,司法委員[6]
- 水戸家庭裁判所 参与員[6]
- 法政大学校友会連合会会長
- 法友柔道倶楽部会長
- 中国首都経済大学客員教授
- 中国北京物資学院客員教授 など

## 表彰
- 第43回交通文化賞（1996年運輸省）[6]

※物流の学術的研究や国際交流活動の功績による。